# هورندال
هورندال (به سوئدی: Horndal) یک منطقه مسکونی است که در بخش آوستا شهرستان دالارنا در کشور سوئد واقع شده است. جمعیت هورندال در پایان سال ۲۰۱۰ بالغ بر ۱٬۱۱۴ نفر بوده است.